# Dibutylgermaniumdichlorid
Dibutylgermaniumdichlorid ist eine chemische Verbindung aus der Gruppe der Chloride.

## Gewinnung und Darstellung
Dibutylgermaniumdichlorid kann durch Reaktion von Butylmagnesiumchlorid mit Germanium(IV)-chlorid in Gegenwart von Aluminiumchlorid gewonnen werden.
{\displaystyle \mathrm {BuMgCl+GeCl_{4}\longrightarrow Bu_{4}Ge\longrightarrow Bu_{2}Cl_{2}Ge} }

## Eigenschaften
Dibutylgermaniumdichlorid ist eine Flüssigkeit, die heftig mit Wasser reagiert.

## Verwendung
Dibutylgermaniumdichlorid kann zur Herstellung von Polygermanen verwendet werden.